# Exocentrus subplagiatus
Exocentrus subplagiatus là một loài bọ cánh cứng trong họ Cerambycidae.